# Área micropolitana de Lock Haven
El área micropolitana de Lock Haven,  y oficialmente como Área Estadística Micropolitana de Lock Haven, PA µSA tal como lo define la Oficina de Administración y Presupuesto, es un Área Estadística Micropolitana centrada en la localidad de Lock Haven en el estado estadounidense de Pensilvania. El área micropolitana tenía una población en el Censo de 2010 de 39.238 habitantes, convirtiéndola en la 350.º área micropolitana más poblada de los Estados Unidos. El área micropolitana de Lock Haven comprende el condado de Clinton, siendo Lock Haven la localidad más poblada.

## Composición del área micropolitana

### Ciudades
Lock Haven

### Boroughs
Avis |
Beech Creek |
Flemington |
Loganton |
Mill Hall |
Renovo |
South Renovo

### Municipios
Allison |
Bald Eagle |
Beech Creek |
Castanea |
Chapman |
Colebrook |
Crawford |
Dunnstable |
East Keating |
Gallagher |
Greene |
Grugan |
Lamar |
Leidy |
Logan |
Noyes |
Pine Creek |
Porter |
Wayne |
West Keating |
Woodward

### Lugares designados por el censo
Castanea |
Dunnstown

### Áreas no incorporadas
Keating |
Westport 